# Кубо, Юя
Юя Кубо (久保 裕也 Кубо Yūya; 24 декабря 1993) — японский футболист, нападающий американского клуба «Цинциннати». Выступал за сборную Японии.

## Клубная карьера
В возрасте 6 лет Юя Кубо начал играть в футбол за клуб «Ямагути», который базируется в его родном городе Ямагути.
В 2009 году, в возрасте 15 лет, когда Кубо был ещё учеником средней школы, он начал играть за юношескую команду клуба «Киото Санга», составленную из игроков до 18 лет. В августе 2010 года, в возрасте 16 лет, он был привлечён к основному составу.
Следующий сезон 2011/12 Кубо отыграл, в основном, за первую команду, забив при этом 13 мячей в 33 матчах. Он стал ключевой фигурой в «Киото Санга», который в 2011 году впервые вышел в финал Кубка Императора, где проиграл «Токио» со счётом 2:4.
В сезоне 2012/13 «Киото Санга» объявил о подписании контракта с Кубо в качестве игрока основного состава.
18 июня 2013 года «Киото Санга» объявил о переходе Кубо в швейцарский клуб «Янг Бойз». Свой первый матч в швейцарской Суперлиге он провёл 13 июля, выйдя на замену в матче открытия против «Сьона». 28 июля 2013 года, выйдя на замену в своём третьем матче в швейцарском чемпионате против «Туна», Кубо забил два гола и сделал одну голевую передачу, тем самым обеспечив победу со счётом 3:2.
25 января 2017 года Кубо перешёл в бельгийский «Гент» за 3,5 млн евро. В августе 2018 года Кубо на правах аренды присоединился к «Нюрнбергу».
9 января 2020 года Кубо перешёл в клуб MLS «Цинциннати», подписав контракт по правилу назначенного игрока. В американской лиге дебютировал 1 марта в матче стартового тура сезона 2020 против «Нью-Йорк Ред Буллз». 7 марта в матче против «Атланты Юнайтед» забил свой первый гол за «Цинциннати». По окончании сезона 2023 «Цинциннати» отклонил опцию продления контракта с Кубо, но, проведя переговоры, 12 декабря 2023 года клуб перезаключил контракт с игроком до конца сезона 2025 с опцией продления на сезон 2026.

## Международная карьера
Кубо принимал участие в юношеских (до 16 лет и до 19 лет) и молодёжной (до 23 лет) сборных командах Японии. Впервые вызов в национальную сборную Кубо получил в феврале 2012 года на товарищеский матч против сборной Исландии, однако участия в игре не принял.
11 ноября 2016 года в матче против сборной Омана состоялся его полноценный международный дебют за сборную Японии.
В январе 2016 года Кубо в составе молодёжной сборной Японии выиграл чемпионат Азии среди молодёжных команд, обыграв в финале сверстников из Кореи со счётом 3:2.
Победа в молодёжном чемпионате Азии позволила сборной Японии принять участие в футбольном турнире Олимпийских игр в Рио-де-Жанейро, однако Кубо не был включён в заявку.

## Достижения
«Киото Санга»
- Финалист Кубка Императора: 2011

Молодёжная сборная Японии (до 23 лет)
- Победитель чемпионата Азии среди молодёжных команд: 2016